# Элияху, Марк
Марк Элияху (ивр. מארק אליהו‎; род. 13 июля 1982, Махачкала, Дагестанская АССР, РСФСР, СССР) —  израильский музыкант, играет на каманче.

## Биография
Марк Элияху родился 13 июля 1982 года в Махачкале в семье музыканта и композитора Переца Элияху. Когда Марку было четыре года, его отдали в музыкальную школу, чтобы он научился играть на скрипке. Переехав с родителями в Израиль в 1989 году, он изучал как западную, так и восточную музыку. В 16 лет Марк отправился в Грецию, где впервые сыграл на сазе. Услышав в 16 лет исполнение легендарного музыканта народного артиста Азербайджана Габиля Алиева на каманче, он переезжает в Баку, и на протяжении двух лет обучается игре у Адалята Везирова. А Габиль Алиев даже дарит ему свой музыкальный инструмент. 36-летний Марк Элияху говорит, что именно азербайджанская кеманча и мугам принесли ему мировую славу.